# Vincent Thill
Vincent Thill (Lussemburgo, 4 febbraio 2000) è un calciatore lussemburghese, centrocampista o attaccante dello Zirə e della nazionale lussemburghese.

## Biografia
Vincent Thill è figlio dell'allenatore ed ex calciatore lussemburghese Serge Thill e fratello dei calciatori Sébastien e Olivier Thill.

## Caratteristiche tecniche
Mancino naturale, Thill è in grado di giocare in tutte le posizioni del reparto di attacco. Può infatti essere impiegato indifferentemente come esterno offensivo, come trequartista o come seconda punta. Giocatore molto tecnico e rapido, dotato di un'ampia visione di gioco, Thill è anche un abile assist-man. Tra le sue peculiarità spiccano il dribbling e i calci di punizione. Inoltre, la sua abilità nella costruzione e nello smistamento del gioco gli permette nell'evenienza di poter giocare anche come regista basso.

## Carriera

### Club

#### Metz
È entrato a far parte delle giovanili del Metz nel 2012. Circa quattro anni più tardi, il 26 maggio 2016, ha firmato il suo primo contratto da professionista della durata triennale con opzione per le successive due stagioni.
Il 21 settembre 2016, all'età di 16 anni e 231 giorni, ha esordito in Ligue 1 in occasione della sconfitta interna contro il Bordeaux, diventando così il primo calciatore nato negli anni 2000 a esordire in uno dei cinque principali campionati europei (Premier League, LaLiga, Serie A, Bundesliga e la stessa Ligue 1).

#### I prestiti a Pau e Orléans
Al fine di trovare maggior spazio, l'8 agosto 2018 è stato girato in prestito al Pau, nella terza serie francese. Qui segna 12 reti in 28 partite, venendo anche eletto giocatore rivelazione della Championnat National 2018-2019 e inserito nella top 11 stagionale del torneo.
A fine stagione, rientrato al Metz, Thill viene nuovamente ceduto in prestito, questa volta all'Orléans, squadra militante in Ligue 2. dove però non ha brillato.

### Nacional
Il 10 settembre 2020 è stato ufficialmente ingaggiato dal Nacional, club della massima serie portoghese con sede sull'isola di Madera, con cui ha sottoscritto un accordo quadriennale. La sua parentesi con la formazione isolana tuttavia è durata una sola annata, conclusa con la retrocessione dalla Primeira Liga alla seconda serie.

### Vorskla, AIK e Sabah
Nell'agosto 2021 Thill ha firmato un contratto triennale con gli ucraini del Vorskla, tra le cui file stava già militando suo fratello maggiore Olivier Thill. A causa del recupero da un'operazione chirurgica, si è unito al gruppo nel gennaio 2022. L'offensiva militare russa in Ucraina, tuttavia, ha bloccato il campionato nazionale prima della ripresa dalla pausa invernale, e quindi anche prima che egli avesse potuto debuttare.
Il 1º aprile Thill si è così unito agli svedesi dell'Örebro, sfruttando la possibilità concessa dalla FIFA di sospendere temporaneamente (fino al successivo 30 giugno) i contratti ai calciatori legati a club ucraini o russi. La sua permanenza in bianconero è stata positiva ed è durata tre mesi, prima di fare ritorno al Vorskla al termine del periodo prestabilito.
Rientrato in Ucraina, ha debuttato ufficialmente con il Vorskla nel luglio 2022, in occasione delle due partite contro l'AIK valide per il secondo turno della UEFA Europa Conference League 2022-2023, giocate entrambe in Svezia per via del conflitto nel paese esteuropeo.
Nell'agosto 2022 è passato all'AIK, proprio la squadra contro cui pochi giorni prima aveva disputato i suoi unici due incontri ufficiali con la maglia del Vorskla fino a quel momento. Thill è approdato in nerogiallo fino al 30 giugno 2023 sfruttando la possibilità, concessa dalla FIFA ai giocatori militanti in Ucraina o in Russia, di poter sospendere temporaneamente il contratto per via della situazione bellica. Dopo aver giocato con la maglia dell'AIK la seconda parte dell'Allsvenskan 2022 (11 presenze e un gol) e la prima parte dell'Allsvenskan 2023 (8 presenze e zero gol), il 30 giugno 2023 il club svedese ha ufficializzato che la permanenza di Thill non si sarebbe protratta, e che il giocatore avrebbe lasciato la squadra per fine prestito.
Pochi giorni più tardi, l'8 luglio, Thill si è trasferito a titolo definitivo al Sabah, in Azerbaigian.

### Nazionale
Ha giocato nelle nazionali giovanili lussemburghesi Under-17 ed Under-19.
Ha fatto il suo esordio in nazionale maggiore all'età di sedici anni il 25 marzo 2016 nell'amichevole contro la Bosnia-Erzegovina. Il 31 maggio dello stesso anno ha segnato la sua prima rete in Nazionale nell'amichevole contro la Nigeria. La sua prima marcatura in gare ufficiali la segna il 15 ottobre 2018 nella partita di UEFA Nations League contro San Marino, siglando il definitivo 3-0.

## Statistiche

### Presenze e reti nei club
Statistiche aggiornate al 14 ottobre 2023.
| Stagione        | Squadra         | Campionato      | Campionato | Campionato | Coppe nazionali | Coppe nazionali | Coppe nazionali | Coppe continentali | Coppe continentali | Coppe continentali | Altre coppe | Altre coppe | Altre coppe | Totale | Totale |
| Stagione        | Squadra         | Comp            | Pres       | Reti       | Comp            | Pres            | Reti            | Comp               | Pres               | Reti               | Comp        | Pres        | Reti        | Pres   | Reti   |
| --------------- | --------------- | --------------- | ---------- | ---------- | --------------- | --------------- | --------------- | ------------------ | ------------------ | ------------------ | ----------- | ----------- | ----------- | ------ | ------ |
| 2016-2017       | Metz            | L1              | 1          | 0          | CF+CdL          | 1+0             | 0               | -                  | -                  | -                  | -           | -           | -           | 2      | 0      |
| 2017-2018       | Metz            | L1              | 1          | 0          | CF+CdL          | 1+2             | 0               | -                  | -                  | -                  | -           | -           | -           | 4      | 0      |
| Totale Metz     | Totale Metz     | Totale Metz     | 2          | 0          |                 | 4               | 0               |                    | -                  | -                  |             | -           | -           | 6      | 0      |
| 2018-2019       | Pau             | CN              | 28         | 12         | CF              | 0               | 0               | -                  | -                  | -                  | -           | -           | -           | 28     | 12     |
| 2019-2020       | Orléans         | L2              | 19         | 1          | CF+CdL          | 1               | 0               | -                  | -                  | -                  | -           | -           | -           | 20     | 1      |
| 2020-2021       | Nacional        | PL              | 17         | 0          | TP              | 2               | 0               | -                  | -                  | -                  | -           | -           | -           | 19     | 0      |
| 2021-mar.2022   | Vorskla         | PL              | 0          | 0          | CU              | 0               | 0               | -                  | -                  | -                  | -           | -           | -           | 0      | 0      |
| mar.-giu. 2022  | Örebro          | S               | 8          | 2          | CS              | -               | -               | -                  | -                  | -                  | -           | -           | -           | 8      | 2      |
| lug. 2022       | Vorskla         | PL              | -          | -          | -               | -               | -               | UECL               | 2                  | 0                  | -           | -           | -           | 2      | 0      |
| Totale Vorskla  | Totale Vorskla  | Totale Vorskla  | 0          | 0          |                 | 0               | 0               |                    | 2                  | 0                  |             | -           | -           | 2      | 0      |
| ago.-dic. 2022  | AIK             | A               | 11         | 1          | CS              | 4               | 0               | UECL               | -                  | -                  | -           | -           | -           | 15     | 1      |
| gen.-giu. 2023  | AIK             | A               | 8          | 0          | CS              | 0               | 0               | -                  | -                  | -                  | -           | -           | -           | 8      | 0      |
| 2023-2024       | Sabah           | PL              | 8          | 0          | CA              | 0               | 0               | UECL               | 4                  | 0                  | -           | -           | -           | 12     | 0      |
| Totale carriera | Totale carriera | Totale carriera | 101        | 16         |                 | 11              | 0               |                    | 6                  | 0                  |             | -           | -           | 118    | 16     |

### Cronologia presenze e reti in nazionale
| Cronologia completa delle presenze e delle reti in nazionale ― Lussemburgo | Cronologia completa delle presenze e delle reti in nazionale ― Lussemburgo | Cronologia completa delle presenze e delle reti in nazionale ― Lussemburgo | Cronologia completa delle presenze e delle reti in nazionale ― Lussemburgo | Cronologia completa delle presenze e delle reti in nazionale ― Lussemburgo | Cronologia completa delle presenze e delle reti in nazionale ― Lussemburgo | Cronologia completa delle presenze e delle reti in nazionale ― Lussemburgo | Cronologia completa delle presenze e delle reti in nazionale ― Lussemburgo |
| Data                                                                       | Città                                                                      | In casa                                                                    | Risultato                                                                  | Ospiti                                                                     | Competizione                                                               | Reti                                                                       | Note                                                                       |
| -------------------------------------------------------------------------- | -------------------------------------------------------------------------- | -------------------------------------------------------------------------- | -------------------------------------------------------------------------- | -------------------------------------------------------------------------- | -------------------------------------------------------------------------- | -------------------------------------------------------------------------- | -------------------------------------------------------------------------- |
| 25-3-2016                                                                  | Lussemburgo                                                                | Lussemburgo                                                                | 0 – 3                                                                      | Bosnia ed Erzegovina                                                       | Amichevole                                                                 | -                                                                          | 69’                                                                        |
| 31-5-2016                                                                  | Lussemburgo                                                                | Lussemburgo                                                                | 1 – 3                                                                      | Nigeria                                                                    | Amichevole                                                                 | 1                                                                          | 56’ 90’                                                                    |
| 2-9-2016                                                                   | Riga                                                                       | Lettonia                                                                   | 3 – 1                                                                      | Lussemburgo                                                                | Amichevole                                                                 | -                                                                          | 85’                                                                        |
| 6-9-2016                                                                   | Sofia                                                                      | Bulgaria                                                                   | 4 – 3                                                                      | Lussemburgo                                                                | Qual. Mondiali 2018                                                        | -                                                                          | 59’                                                                        |
| 7-10-2016                                                                  | Lussemburgo                                                                | Lussemburgo                                                                | 0 – 1                                                                      | Svezia                                                                     | Qual. Mondiali 2018                                                        | -                                                                          | 66’                                                                        |
| 10-10-2016                                                                 | Borisov                                                                    | Bielorussia                                                                | 1 – 1                                                                      | Lussemburgo                                                                | Qual. Mondiali 2018                                                        | -                                                                          | 46’                                                                        |
| 13-11-2016                                                                 | Lussemburgo                                                                | Lussemburgo                                                                | 1 – 3                                                                      | Paesi Bassi                                                                | Qual. Mondiali 2018                                                        | -                                                                          | 82’                                                                        |
| 4-6-2017                                                                   | Lussemburgo                                                                | Lussemburgo                                                                | 2 – 1                                                                      | Albania                                                                    | Amichevole                                                                 | -                                                                          | 73’                                                                        |
| 9-6-2017                                                                   | Rotterdam                                                                  | Paesi Bassi                                                                | 5 – 0                                                                      | Lussemburgo                                                                | Qual. Mondiali 2018                                                        | -                                                                          | 50’ 54’                                                                    |
| 31-8-2017                                                                  | Lussemburgo                                                                | Lussemburgo                                                                | 1 – 0                                                                      | Bielorussia                                                                | Qual. Mondiali 2018                                                        | -                                                                          | 67’                                                                        |
| 3-9-2017                                                                   | Tolosa                                                                     | Francia                                                                    | 0 – 0                                                                      | Lussemburgo                                                                | Qual. Mondiali 2018                                                        | -                                                                          | 59’                                                                        |
| 7-10-2017                                                                  | Solna                                                                      | Svezia                                                                     | 8 – 0                                                                      | Lussemburgo                                                                | Qual. Mondiali 2018                                                        | -                                                                          | 46’                                                                        |
| 9-11-2017                                                                  | Lussemburgo                                                                | Lussemburgo                                                                | 2 – 1                                                                      | Ungheria                                                                   | Amichevole                                                                 | -                                                                          | 46’                                                                        |
| 22-3-2018                                                                  | Ta' Qali                                                                   | Malta                                                                      | 0 – 1                                                                      | Lussemburgo                                                                | Amichevole                                                                 | -                                                                          |                                                                            |
| 27-3-2018                                                                  | Lussemburgo                                                                | Lussemburgo                                                                | 0 – 4                                                                      | Austria                                                                    | Amichevole                                                                 | -                                                                          | 76’                                                                        |
| 5-6-2018                                                                   | Lussemburgo                                                                | Lussemburgo                                                                | 1 – 0                                                                      | Georgia                                                                    | Amichevole                                                                 | -                                                                          | 58’                                                                        |
| 11-9-2018                                                                  | Serravalle                                                                 | San Marino                                                                 | 0 – 3                                                                      | Lussemburgo                                                                | UEFA Nations League 2018-2019 - 1º turno                                   | -                                                                          | 46’ 89’                                                                    |
| 15-10-2018                                                                 | Lussemburgo                                                                | Lussemburgo                                                                | 3 – 0                                                                      | San Marino                                                                 | UEFA Nations League 2018-2019 - 1º turno                                   | 1                                                                          |                                                                            |
| 22-3-2019                                                                  | Lussemburgo                                                                | Lussemburgo                                                                | 2 – 1                                                                      | Lituania                                                                   | Qual. Euro 2020                                                            | -                                                                          | 78’                                                                        |
| 25-3-2019                                                                  | Lussemburgo                                                                | Lussemburgo                                                                | 1 – 2                                                                      | Ucraina                                                                    | Qual. Euro 2020                                                            | -                                                                          | 74’                                                                        |
| 2-6-2019                                                                   | Lussemburgo                                                                | Lussemburgo                                                                | 3 – 3                                                                      | Madagascar                                                                 | Amichevole                                                                 | 1                                                                          |                                                                            |
| 7-6-2019                                                                   | Vilnius                                                                    | Lituania                                                                   | 1 – 1                                                                      | Lussemburgo                                                                | Qual. Euro 2020                                                            | -                                                                          | 76’ 80’                                                                    |
| 10-6-2019                                                                  | Leopoli                                                                    | Ucraina                                                                    | 1 – 0                                                                      | Lussemburgo                                                                | Qual. Euro 2020                                                            | -                                                                          |                                                                            |
| 5-9-2019                                                                   | Belfast                                                                    | Irlanda del Nord                                                           | 1 – 0                                                                      | Lussemburgo                                                                | Amichevole                                                                 | -                                                                          |                                                                            |
| 10-9-2019                                                                  | Lussemburgo                                                                | Lussemburgo                                                                | 1 – 3                                                                      | Serbia                                                                     | Qual. Euro 2020                                                            | -                                                                          | 86’                                                                        |
| 11-10-2019                                                                 | Lisbona                                                                    | Portogallo                                                                 | 3 – 0                                                                      | Lussemburgo                                                                | Qual. Euro 2020                                                            | -                                                                          | 88’                                                                        |
| 15-10-2019                                                                 | Aalborg                                                                    | Danimarca                                                                  | 4 – 0                                                                      | Lussemburgo                                                                | Amichevole                                                                 | -                                                                          | 55’                                                                        |
| 14-11-2019                                                                 | Belgrado                                                                   | Serbia                                                                     | 3 – 2                                                                      | Lussemburgo                                                                | Qual. Euro 2020                                                            | -                                                                          | 38’ 79’                                                                    |
| 17-11-2019                                                                 | Lussemburgo                                                                | Lussemburgo                                                                | 0 – 2                                                                      | Portogallo                                                                 | Qual. Euro 2020                                                            | -                                                                          | 82’                                                                        |
| 5-9-2020                                                                   | Baku                                                                       | Azerbaigian                                                                | 1 – 2                                                                      | Lussemburgo                                                                | UEFA Nations League 2020-2021 - 1º turno                                   | -                                                                          | 90+1’                                                                      |
| 8-9-2020                                                                   | Lussemburgo                                                                | Lussemburgo                                                                | 0 – 1                                                                      | Montenegro                                                                 | UEFA Nations League 2020-2021 - 1º turno                                   | -                                                                          | 23’                                                                        |
| 10-10-2020                                                                 | Lussemburgo                                                                | Lussemburgo                                                                | 2 – 0                                                                      | Cipro                                                                      | UEFA Nations League 2020-2021 - 1º turno                                   | -                                                                          |                                                                            |
| 13-10-2020                                                                 | Podgorica                                                                  | Montenegro                                                                 | 1 – 2                                                                      | Lussemburgo                                                                | UEFA Nations League 2020-2021 - 1º turno                                   | -                                                                          | 58’                                                                        |
| 11-11-2020                                                                 | Lussemburgo                                                                | Lussemburgo                                                                | 0 – 3                                                                      | Austria                                                                    | Amichevole                                                                 | -                                                                          | 46’                                                                        |
| 14-11-2020                                                                 | Strovolos                                                                  | Cipro                                                                      | 2 – 1                                                                      | Lussemburgo                                                                | UEFA Nations League 2020-2021 - 1º turno                                   | -                                                                          | 70’                                                                        |
| 17-11-2020                                                                 | Lussemburgo                                                                | Lussemburgo                                                                | 0 – 0                                                                      | Azerbaigian                                                                | UEFA Nations League 2020-2021 - 1º turno                                   | -                                                                          | 80’                                                                        |
| 27-3-2021                                                                  | Dublino                                                                    | Irlanda                                                                    | 0 – 1                                                                      | Lussemburgo                                                                | Qual. Mondiali 2022                                                        | -                                                                          | 79’                                                                        |
| 30-3-2021                                                                  | Lussemburgo                                                                | Lussemburgo                                                                | 1 – 3                                                                      | Portogallo                                                                 | Qual. Mondiali 2022                                                        | -                                                                          | 58’                                                                        |
| 25-3-2022                                                                  | Lussemburgo                                                                | Lussemburgo                                                                | 1 – 3                                                                      | Irlanda del Nord                                                           | Amichevole                                                                 | -                                                                          | 70’                                                                        |
| 29-3-2022                                                                  | Zenica                                                                     | Bosnia ed Erzegovina                                                       | 1 – 0                                                                      | Lussemburgo                                                                | Amichevole                                                                 | -                                                                          | 46’ 57’                                                                    |
| 4-6-2022                                                                   | Vilnius                                                                    | Lituania                                                                   | 0 – 2                                                                      | Lussemburgo                                                                | UEFA Nations League 2022-2023 - 1º turno                                   | -                                                                          | 46’                                                                        |
| 11-6-2022                                                                  | Lussemburgo                                                                | Lussemburgo                                                                | 0 – 2                                                                      | Turchia                                                                    | UEFA Nations League 2022-2023 - 1º turno                                   | -                                                                          | 54’                                                                        |
| 22-9-2022                                                                  | Istanbul                                                                   | Turchia                                                                    | 3 – 3                                                                      | Lussemburgo                                                                | UEFA Nations League 2022-2023 - 1º turno                                   | -                                                                          | 75’                                                                        |
| 25-9-2022                                                                  | Lussemburgo                                                                | Lussemburgo                                                                | 1 – 0                                                                      | Lituania                                                                   | UEFA Nations League 2022-2023 - 1º turno                                   | -                                                                          | 2’ 79’                                                                     |
| 20-11-2022                                                                 | Lussemburgo                                                                | Lussemburgo                                                                | 0 – 0                                                                      | Bulgaria                                                                   | Amichevole                                                                 | -                                                                          | 24’ 59’                                                                    |
| 23-3-2023                                                                  | Trnava                                                                     | Slovacchia                                                                 | 0 – 0                                                                      | Lussemburgo                                                                | Qual. Euro 2024                                                            | -                                                                          | 64’                                                                        |
| 26-3-2023                                                                  | Lussemburgo                                                                | Lussemburgo                                                                | 0 – 6                                                                      | Portogallo                                                                 | Qual. Euro 2024                                                            | -                                                                          | 32’ 70’                                                                    |
| 17-6-2023                                                                  | Lussemburgo                                                                | Lussemburgo                                                                | 2 – 0                                                                      | Liechtenstein                                                              | Qual. Euro 2024                                                            | -                                                                          | 46’                                                                        |
| 8-9-2023                                                                   | Lussemburgo                                                                | Lussemburgo                                                                | 3 – 1                                                                      | Islanda                                                                    | Qual. Euro 2024                                                            | -                                                                          | 81’                                                                        |
| 11-9-2023                                                                  | Faro                                                                       | Portogallo                                                                 | 9 – 0                                                                      | Lussemburgo                                                                | Qual. Euro 2024                                                            | -                                                                          | 54’ 55’                                                                    |
| 13-10-2023                                                                 | Reykjavík                                                                  | Islanda                                                                    | 1 – 1                                                                      | Lussemburgo                                                                | Qual. Euro 2024                                                            | -                                                                          | 61’                                                                        |
| 16-10-2023                                                                 | Lussemburgo                                                                | Lussemburgo                                                                | 0 – 1                                                                      | Slovacchia                                                                 | Qual. Euro 2024                                                            | -                                                                          | 26’ 88’                                                                    |
| 19-11-2023                                                                 | Vaduz                                                                      | Liechtenstein                                                              | 0 – 1                                                                      | Lussemburgo                                                                | Qual. Euro 2024                                                            | -                                                                          | 75’                                                                        |
| 22-3-2025                                                                  | Lussemburgo                                                                | Lussemburgo                                                                | 1 – 0                                                                      | Svezia                                                                     | Amichevole                                                                 | -                                                                          | 90’                                                                        |
| 25-3-2025                                                                  | San Gallo                                                                  | Svizzera                                                                   | 3 – 1                                                                      | Lussemburgo                                                                | Amichevole                                                                 | -                                                                          | 59’                                                                        |
| 6-6-2025                                                                   | Lussemburgo                                                                | Lussemburgo                                                                | 0 – 1                                                                      | Slovenia                                                                   | Amichevole                                                                 | -                                                                          | 71’                                                                        |
| 10-6-2025                                                                  | Lussemburgo                                                                | Lussemburgo                                                                | 0 – 0                                                                      | Irlanda                                                                    | Amichevole                                                                 | -                                                                          | 62’                                                                        |
| Totale                                                                     |                                                                            | Presenze                                                                   | 57                                                                         |                                                                            | Reti                                                                       | 3                                                                          |                                                                            |

## Palmarès

### Club

#### Competizioni nazionali
- Coppa d'Azerbaigian: 1

Sabah: 2024-2025